# 超人力霸王涅歐斯
《超人力霸王雷歐斯》（日文：ウルトラマンネオス，英文：Ultraman Neos)，是日本圆谷制作於1995年定案，並於2000年11月22日至2001年5月5日作為OV發行的超人力霸王系列作品。

## 概要
本作品旨在以超人力霸王系列的「原點回歸」作為本源，並在登場的超人力霸王戰士繼承了雜誌使用的勇士司令部、宇宙保安廳等設定。除了故事中登場的超人力霸王雷歐斯之外，另一個英雄角色超人七號21也作為主角共同活躍。
故事發展的格式，以及雷歐斯的戰鬥姿勢，射線的姿勢等，沿用了1966年的《超人力霸王》。在規劃階段，曾認為地球人也是在暗物質的影響下進化出生的，但最終該提案則被棄置。

### 1995年
自1981年《超人力霸王80》播映結束後，由於其收視率的失敗，因此TBS對圓谷抱有極大的不滿，最終由於兩邊談判破裂，使得TBS高層甚至禁止圓谷進入TBS的辦公室，而超人系列在TBS電視台黃金時段播放的歷史也到此為止結束，在接下來的16年都沒有出過新的超人作品。
這段期間，圓谷在日本本土拍攝的超人系列只諸如《佐菲大戰怪獸軍團》、《超人物語》、《超人恐怖路線87》等依靠整合或及TV劇情所重製的「劇場版」，其他作品則有1983年的《安德魯超戰士》、1993年的《電光超人古立特》等，在海外則曾推出動畫作品《超人USA：冒險開始》，澳洲製作的《超人力霸王葛雷》及美國製作的《超人力霸王帕瓦德》。這些作品在日本本土上映後受到受到了好評，因而讓圓谷開始設想出全新電視劇的打算。因此在1994年推出《超人七號》特別篇系列後，並隨之推出了系列30週年紀念作《超人力霸王雷歐斯》的企畫。
翌年（1995年）1月，《雷歐斯》開始在雜誌上、舞台劇等多媒體內容進行宣傳，後在年中製作一部試播集，目的是令超人活動業務和出版發展，向當代兒童宣傳並逐漸提高知名度，同時在應對新電視劇的需求而進行修改。從而策劃將《雷歐斯》在1996年以電視劇開播為目標，以推進影視產品的策劃。
不過在商量階段，由於TBS上花費製作成本特攝節目的預算已與過去不同，加上1995年在TBS播出的《G》和《Powered》收視率不佳的問題，最終《雷歐斯》被TBS電視台拒絕。失敗的電視劇企劃在讀賣廣告社的建議下賣給了每日放送，則轉而成為《超人力霸王迪卡》的前身此外，在策劃試播集時，作為拍攝工作室的東寶No.stage，在圓谷製作的投資下進行了翻新，並在之後用作為《迪卡》的特攝舞台。
同樣作為30週年企劃，與電視劇企劃分開製作的電影《超人力霸王傑斯》則意在回歸本源，但作為差異化，該部電影登場的超人造型則是以紅色為主的配色、並增加了喜劇等內容。

### 2000年
2000年，在經歷了五年的空白期之後，《雷歐斯》通過修改角色設計和設定，轉而製作了一部OV作品（共12話），作為《平成超人七號系列》最終章系列的後續計畫。，由於當時是結束《平成超人七號》和《超人佳亞》新規作品播畢後的空白期。儘管製作人員為《平成超人七號系列》的製作團隊，但作品內容明顯針對的則是以電視劇「平成超人系列」為對向的客群為目標。。
《雷歐斯》系列構造以1966年特攝作品《超人力霸王》為靈感，繼承了昭和作品的主軸描繪超人戰士與怪獸對戰的經典故事，並加入面對黑色物質與失衡狀態帶來的災難下，除了尖刻地描繪了人性中極端醜陋的一面，又讚揚了人性中的光輝與愛，勇氣與希望，以警示人們要保護地球的概念。。
2002年7月6日及7月13日，《雷歐斯》作為《超人力霸王高斯》的替代節目在TBS全國播出，然而在接下來的7月20日開始，隨著《高斯》的複播，除了MBS以外的大部分台都停播了，但也有部分電視台在不同的時間播放了剩下的集數。
2012年2月26日到2012年5月13日，《雷歐斯》在東京都會電視台的「Tsuburaya Theatre」播出。

## 故事大綱
2010年，在無邊無際的太空，隨時可能發生怪奇現象的世界中，當兩位太空人正在維修人造衛星時，突然有小型隕石群襲來。驚慌中，一名太空人不慎飄離工作點。太空梭內的神樂元氣看見此狀，急忙著裝、奮勇前去搭救。並把噴射推進器交給受困的伙伴，等到神樂再回頭檢視狀況時，不料更多巨大的隕石群卻已經衝擊過來。人造衛星被隕石群衝擊爆破。神樂受到衝擊波的影響，被震向無垠的宇宙深處；這種情況下，似乎是生機渺茫了。
但是，神樂卻奇蹟似的生存下來，回到地球後則加入了地球防衛隊HEART，某日，一對男女駕車行經山區公路時意外發現山壁內有怪物活動的跡象，最終衫脈崩裂之後，冒出一隻巨大怪物──脈怪獸「阿納卡爾」。
此時，神樂為了因搜救民眾而救困在怪獸身上的速水奈奈隊員等人，卻在空中時見到了一位自己曾在外太空出事時，一位前來搭救熟悉的紅色身影。
在光之巨人的一番話後，神樂接住了光，並此時大喊:「雷歐斯」，隨後則變身成為了超人力霸王雷歐斯......。

## 登場角色

### H.E.A.R.T
全名:High-tech Earth Alert and Rescue Team（高科技全球警備隊）。是為了處理太陽黑子現象而成立的內閣情報局的直屬危機管理機構，同時負責處理各種神秘疑難案件。
由於DJ的總部設在日本，因此HEART由日本政府內閣情報局控制。通常在得到日本政府的允許後才可以活動，但由於與許多機構具有緊密聯繫，有時機構間亦會產生對立的情況。其本部位於東京附近的山中。
在1995年版本中，出現戰鬥部隊名為「G.S.G」，但在與薩姆星人的戰鬥中全軍覆沒，可以算是HEART的前身。
| 角色           | 演員     | 配音         | 介紹 |
| 神樂元氣 （ ） | 高槻純   | 于正昇(台灣) | 本作主角，超人力霸王雷歐斯的變身者，24歲。 最初屬自衛隊特殊戦略部隊，在第1話與隊友在太空監修DJ電波望遠鏡時遭到暗物質的襲擊，為了搭救隊友而惜身犧牲自己而受困無垠的宇宙深處，但在在佐菲挽救下奇蹟生還，再返回地球後則加入了H.E.A.R.T。然而忘卻了自己當時和超人戰士們的相遇 。後來為了救困在怪獸身上的奈奈隊員等兩人。關鍵時刻在力奧斯與七號21的召喚下，勇氣所認可而與其合為一體。後來在七號21的引導下，則回憶起了和超人們的相遇而明白了自己的使命，自此便與雷歐斯一同擔當拯救地球的使命。 個性開朗活潑，雖然辦事有點讓人不放心，但卻擁有英勇、無畏的勇氣，當隊友有難時總算不顧自身安危挺身而出。但有時也相當擔心與萨姆星人關聯的事件將帶給地球威脅。 |
| 速水奈奈 （ ） | 瑠川敦子 | 魏晶琦(台灣) | 本作的女主角，26歲，「H.E.A.R.T」的隊員，同時也是隊伍中的王牌飛行員。 作為戰鬥人員的體格能力可媲美其他男性隊員，平時總是與神樂作為搭擋行動，在加入隊伍前曾是專門研究心臟外科手術的醫學權威。也因此她比其他人更了解生命的珍貴，並不顧一切保護眼前的人們。同時對於心理學也頗有研究，具有看透人心理的本領。 在第5話中曾拜訪昆蟲怪獸謝爾多班的墓碑，並深深地鞠了一躬。 在最終話中，她是唯一隱約察覺神樂的真實身份就是雷歐斯的角色。 |
| 港權八 （ ）   | 嶋田久作 | 孫中台(台灣) | 41歳，「H.E.A.R.T」的隊長，熊本縣。出身 過去曾是自衛隊特殊戦略部隊的戰鬥專業人員，生性安靜，喜愛國際象棋，但每次對戰時總是輸給北林隊員。 平時看似很嚴厲，實際上相當和善。對意外狀況判斷很冷靜，一遇敵情能快速做出正確的指示，帶領隊員們進行戰鬥。 |
| 植松弘展 （ ） | 影丸茂樹 | 陳旭昇(台灣) | 28歳，「H.E.A.R.T」的副隊長。 曾是警視廳特別機動調查組的成員，並且是一位精通警務的精銳警官，並對犯罪心理和爆炸物進行分析研究。 辦事十分認真，射擊技能出類拔萃、百發百中，並且對生物知識和操縱機械也很在行。 演員影丸茂樹過去曾在《超人迪加》飾演新城哲生隊員。 |
| 日野隆義 （ ） | 森田猛虎 | 魏伯勤(台灣) | 26歳，「H.E.A.R.T」的隊員。 是隊伍中的發明家，具有流體力學和冶金學博士學位的科學天才。對於機械的掌握程度無人能及，經常會有靈感閃現，此外也對恐龍抱持著熱愛的興趣。 有時略顯輕浮。對於自己的能力十分有自信，因而常常出事。父母經營著一家蕎麥麵店。 |
| 北林步 （ ）   | 坂本三佳 | 詹雅菁(台灣) | 18歲，「H.E.A.R.T」最年輕的隊員。 是年僅15歲就從美國加利福尼亞州電子學院（CCC）畢業的电脑天才。經常待在總部負責通訊和分析操作。 由於是歸國子女的因素，她擅長7種語言，最初对任何人都以恭敬的客气交流，但隨著與隊員們的互動而漸漸敞開了心胸。即使在危急关头也不会慌乱。，在第8話曾試圖挽救恩師宇佐美教授的女兒美咲的性命。 |

### 其他登場角色
| 角色           | 演員                           | 配音 | 介紹 |
| 藤原陽子 （ ） | （页面存档备份，存于）村上聰美 |      | 内閣情報局的秘書官，负责HEART和内閣情報局之間的沟通。 平时虽十分严厉，但却十分信賴队员们。原本是名物理学家，擅長弓道。 這個角色是根據藤原紀香的形象創作的。 |
| 如月 （ ）     | 木村榮                         |      | 内閣情報局的次官，藤原的上司。 |
| 片桐 （ ）     | 四方堂亘                       |      | 情報局特別保安部隊隊長，是相當嚴格的軍人。 |

### 主要演員名單
主演・準主演
- 神樂元氣：高槻純（日语：高槻純）
- 港權八：嶋田久作（日语：嶋田久作）
- 植松弘展：影丸茂樹（日语：影丸茂樹）
- 日野隆義：森田猛虎（日语：森田猛虎）
- 速水奈奈：瑠川敦子（日语：瑠川あつこ）
- 北林步：坂本三佳（日语：坂本三佳）
- 藤原陽子：村上聰美（日语：村上聡美）
- 如月：木村榮
- 片桐次官：四方堂亘（日语：四方堂亘）

聲演
- 超人七號21：千葉一伸
- 佐菲：大滝明利（日语：大滝明利）[註 2][註 3]
- 賽姆星人：長嶝高士
- 巴摩斯王（バモちゃん）：福岡まどか
- 旁白：澤木郁也

其他
- 小勇：內海大輔（日语：内海大輔）（第1話）
- 當地老人：名川貞郎（日语：名川貞郎）（第1話）
- 職員：横尾三郎（日语：横尾三郎）（第1話）
- 敞篷車裡的情侶：竹島正義（日语：竹島正義）、武原由美（日语：武原由美）（第1話）
- 少女：伊澤麻璃也（日语：伊澤麻璃也）（第2話）
- 一志：安藤奏（日语：安藤奏）（第2話）
- 少年：蓮池貴人（日语：蓮池貴人）、真瀬皓介（日语：真瀬皓介）（第2話）
- 霧山：江藤漢（日语：江藤漢斉）（第3話）
- 警察官：山崎猛（第3話）[註 4]
- 試圖偷魚的人：岩田貴代志（日语：岩田清）、芸利古雄（日语：芸利古雄）（第3話）
- 水族館警備員：内田正利（日语：内田正利）（第3話）
- 釣客：三宅敏夫（日语：三宅敏夫）（第3話）
- 柴田艾麗卡：鵜川薫（日语：鵜川薫）（第4話）[註 5]
- 剣持慎也：正岡邦夫（日语：正岡邦夫）（第4話）
- 佐佐木裕介：瀬戸陽一朗（日语：瀬戸陽一郎）（第4話）
- 太田：阿部渡（日语：阿部渡）（第4話）
- 日野的父親：冷泉公裕（日语：冷泉公裕）（第5話）
- 客：皆川衆（日语：皆川衆）（第5話）
- 少年：吉野結貴（日语：吉野結貴）（第5話）
- 肖恩：羅伯・史考特・菲爾德（日语：アール・スコット）（第6話）
- 大友夏美博士：白島靖代（日语：白島靖代）（第6話）
- 成瀬丈：宮坂ひろし（日语：宮坂ひろし）（第7話）
- 地質調査隊員：野口雅弘 (俳優)（日语：野口雅弘）（第7話）
- 宇佐美將人：タケ・ウケタ（日语：タケ・ウケタ）（第8話）
- 宇佐美美咲：福井裕佳梨、永井冴佳（日语：永井冴佳）（幼少期）（第8話）
- 翔太：高見大悟（日语：高見大悟）（第9話）
- 綾香：寉岡瑞希（日语：寉岡瑞希）（第9話）
- 拓海：山本隆平（日语：山本隆平）（第9話）
- 女記者安娜：足立理惠子（日语：あだち理絵子）（第10話）[註 6]
- 究極進化帝王曼修海特（人間態）：三宅康敏（日语：ミスターちん）（第11話・第12話）
- 賽姆星人埃斯勒：安藤一平（日语：安藤一平）（第11話・第12話）
- 光頭黨領袖：大滝明利（日语：大滝明利）（第12話）

戲服演員
- 超人力霸王雷歐斯：岡野弘之（日语：岡野弘之）
- 超人七號21：寺井大介（日语：寺井大介）
- 佐菲：小宮啓志（日语：小宮啓志）、大滝明利
- 阿纳加鲁格：横尾和則（日语：横尾和則）
- 曼修海特：三宅敏夫（日语：三宅敏夫）

## 本作登場的超人力霸王

### 超人力霸王雷歐斯
本作登場的超人力霸王，由M78星雲光之國派遣來到地球，屬於宇宙警備隊的精英團體「勇士司令部」的成員，是位以速度和敏捷制敵的菁英戰士。來到地球的使命，是保護地球不被周期300萬年一次的黑暗物質的影響所破壞，並與各種因怪異現象而誕生的怪獸作戰而從中拯救人類。另外，戰鬥姿勢與必殺技也幾乎與初代超人力霸王相同。雷歐斯的名稱由來，則是自取「NEO（新、全新的涵義）」之意。
在最終話打倒曼修海特後與神樂元氣分離，和超人七號21一起回到了光之國。
- 人間體:神樂元氣
- 身高：58公尺[26][19][27][28][29]
- 體重：59000噸[26][19][27][28][29]
- 年齡：8900歲[29]
- 飛行速度：30馬赫
- 移動速度：8馬赫
- 水下速度：3馬赫
- 潛地速度：2馬赫
- 跳躍力：1600公尺

#### 設計
雷歐斯的外觀設計是由角色設計師丸山浩所設計，在原形則自取自初代「超人力霸王」的形象設計，且戰鬥姿勢與必殺技也幾乎相同。面部設計是超人力霸王的改版，原定出現在《超人力霸王-前往遙遠的夢幻世界（ウルトラマン－遥かなる夢幻境へ翔べ－）》登場。，但最終並沒有實現。
口部設計則改為超人力霸王B型皮套口的設計。此外在最初的設計額頭並沒有光束的設計，是在圓谷一夫的提議下所增加的。。
雷歐斯的造型在試播版和OV版之間有所不同，在OV中，丸山改變了身體的紋路。試播版中的面部為圓形狀的，但在OV中，雷歐斯的面部經過較為銳利的調整，使得其看起來比試播版更要年輕，其他包括護具的詮釋、身體紋路的走線、原來的面具造型及其加工過程，也都體現了在參與《迪卡》後對於造型設計的經驗，而產生變成了更靈動、更銳利的形象。
OV版中的變身場景人偶，是從超人力霸王蓋亞改造而來。

#### 變身器
- Estraller（エストレーラー）

能使神樂變身成雷歐斯的道具。主色調是銀色，順暢的流線型設計外觀，中心和兩端鑲嵌著光能量結晶。部分設定中被稱為「閃光棱」。
是由雷歐斯所贈予，每當情況危急時，神樂會用手高舉Estraller，大喊著「雷歐斯」之名，Estraller上的中心結晶會與兩端產生共鳴發出射線形的光芒，高速旋轉後產生巨大光團包圍神樂，在光華中完成變身。

#### 必殺技
- [26][35][27][28][36]
- 額頭燈膽射線
- 雙手合掌光劍
- 多重能量彈

#### 在其他作品的登場
《新世紀超人力霸王傳說》（2002年）
《新世紀2003超人力霸王傳說  THE KING'S JUBILEE》（2003年）
《大怪獸格鬥_超銀河傳說_THE_MOVIE》（2009年）
- 網路劇集

《超級銀河格鬥 新生代英雄》（2020年）
- MV

《少年他的奇幻漂流 (Life of Planet)》（2017年）

### 超人七號21
本作登場的另一位超人，由M78星雲光之國派遣來到地球，屬於宇宙警備隊下屬組織「宇宙保安廳」的成員，是超人七號的後輩，但沒有親屬關係。儘管是雷歐斯的盟友，但年紀則比他還要年長。由於他在地球上採取秘密行動，所以他並不經常露面。通常能夠利用自己的變形能力，以化身不同身姿的人類，或是等身大小的姿態在地球上隱秘活動，並數次現身在神樂的面前。若是要從人間體變回原本的樣貌時，並不要使用特定的變身物品，而是雙眼如超人七號般發出閃耀的光芒後，從全身都被紅光包裹著而變回原來的姿態。
在第1話中在和佐菲幫助下，雷歐斯得以與神樂合體，因此只會在神樂（雷歐斯）陷入危急時才會巨大化現身，並幫助雷歐斯克服難關。其名稱「七號21」顧名思義就是21世紀的七號的意思。
- 身高：56公尺[26][19][37][28][38]
- 體重：57000噸[26][19][37][28][38]
- 飛行速度：24馬赫
- 年齡：18000歲[38]
- 飛行速度：26馬赫
- 移動速度：7.7馬赫
- 水下速度：2.5馬赫
- 潛地速度：2馬赫
- 跳躍力：1300公尺

在1995年《超人力霸王祭舞台第1部分》的設定中，描繪了加入宇宙保安廳之前的經歷，過去的個性曾相當好戰且暴力，並且過於獨立。並嫉妒身為勇士司令部的雷歐斯，能夠允許在地球上戰鬥。，同時對於「所有怪獸都是壞人」過於自信，曾因「畢竟對方是敵人」而試圖殺死被嘎次星人控制的泰迪。在被雷歐斯鄙視並将其赶走後，他自暴自棄離開了舞台，但由於某種原因，他破壞了玩具的控制裝置以幫助雷歐斯，並營救了被異形格斯抓獲的泰迪熊，後在與嘎次星人的戰鬥時曾一度瀕臨死亡，但在雷歐斯拯救性命後。接受了超人之父和超人之母的佈道，並被超人之母承認其有「別人所沒有的善良」，最後委託到宇宙警備隊特別部宇宙保安廳的養成機關進行半年訓練。
TV動畫《SSSS.GRIDMAN》和《SSSS.DYNAZENON》 中曾出現一家名為721（七二一）的便利店。

#### 設計
超人七號21和雷歐斯一樣由丸山浩負責設計，基本上原型遵循著超人七號的造型，但它的特點是肩部沒有保護裝置，僅覆蓋上臂。在原版的七號中，護具的凹部為長方形，但七號21則統一為長方形，包括額頭在內的圓角。凹槽的顏色並非金色，而是塗成奶油色和綠色，類似於原來的磷光膠帶{R|デザイン画集244}}。
七號21的造型在試播版和OV版中也有所不同，在OV版中，他和雷歐斯一樣由丸山重新設計，方向簡單，省略大量地細節，但在護具的詮釋、身體的走線、原來的面罩造型及其精加工工藝，都改動為較為靈動、更銳利的形象。
在試播版中，面部表情的變化是通過CG處理來描繪的。

#### 變身方式
超人七號21並沒有具體的變身道具，是直接以念力發出的光芒「Accolaser」進行變身。
在變身時，使用和超人七號相似的特效，從眼部發出光芒後逐漸覆蓋全身，最後巨大化完成變身。音效也是使用七號的變身音效進行重置。

#### 必殺技
- 新磁力烏姆光線[26][43][37][28][44]
- 額頭能量燈膽射線
- 迴力鏢斬擊(愛之重擊者)
- 多重能量彈

#### 在其他作品的登場
《新世紀超人力霸王傳說》（2002年）
《新世紀2003超人力霸王傳說  THE KING'S JUBILEE》（2003年）
《大怪獸格鬥_超銀河傳說_THE_MOVIE》（2009年）
- 網路劇集

《超級銀河格鬥 新生代英雄》（2020年）

## 各集資料
| 發售日          | 話數   | 標題                                      | 登場怪獣・宇宙人                                                                  | 雷歐斯以外登場的超人力霸王 | 編劇            | 導演・特攝導演 | 電視台放送日 （收視率） |
| --------------- | ------ | ----------------------------------------- | --------------------------------------------------------------------------------- | -------------------------- | --------------- | -------------- | ----------------------- |
| 2000年 11月22日 | 1      | ネオス誕生 雷歐斯誕生                     | 鉱脈怪獣アーナガルゲ                                                              | 超人七號21                 | 武上純希        | 神澤信一       | 2002年7月6日 （6.1%）   |
| 12月6日         | 2      | 謎のダークマター 神秘的暗物質             | 脳魂宇宙人塞姆星人（1体目）                                                       | 超人七號21 佐菲            | 武上純希        | 神澤信一       | 7月13日（4.4%）         |
| 12月21日        | 3      | 海からのSOS 海上的SOS                     | 群体怪獣シーゴリアン                                                              | ―                          | 右田昌万        | 高野敏幸       | ―                       |
| 2001年 1月5日   | 4      | 赤い巨人! セブン21 赤之巨人! 超人七號21   | 北極怪獣ノゼラ 南極怪獣サゾラ                                                     | ウルトラセブン21           | 右田昌万        | 高野敏幸       | ―                       |
| 1月24日         | 5      | 見えない絆 看不見的羈絆                   | 昆虫怪獣シルドバン 寄生怪獣バッカクーン                                           | ―                          | 星野卓也        | 満留浩昌       | ―                       |
| 2月7日          | 6      | ザム星人の復讐 塞姆星人的復仇             | 脳魂宇宙人塞姆星人（2体目） 復讐ロボット ザムリベンジャー                         | 超人七號21                 | 武上純希        | 満留浩昌       | ―                       |
| 2月21日         | 7      | 生態系の王 生態系之王                     | 凶暴竜ロックイーター 変貌怪獣キングバモス                                         | ―                          | 武上純希        | 小原直樹       | ―                       |
| 3月7日          | 8      | 蘇る地球 HEART南へ! 甦醒的地球 HEART南進! | 幻聖魔獣ラフレシオン                                                              | 超人七號21                 | 武上純希        | 小原直樹       | ―                       |
| 3月23日         | 9      | 僕らの恐竜コースター 我們的恐龍雲霄飛車   | 合体恐竜キングダイナス                                                            | ―                          | 星野卓也        | 神澤信一       | ―                       |
| 4月5日          | 10     | 決断せよ! SX救出作戦 決斷關頭！SX救出作戰 | 隕石怪獣ギガドレッド                                                              | 超人七號21                 | 武上純希 星貴則 | 宮本拓         | ―                       |
| 4月21日         | 11     | 宇宙からの暗殺獣 來自宇宙的暗殺獸         | 暗殺怪獣グラール 究極進化帝王メンシュハイト 脳魂宇宙人ザム星人（3体目、エスラー） | 超人七號21 佐菲            | 武上純希        | 高野敏幸       | ―                       |
| 5月5日          | 12     | 光の戦士よ永遠に 永遠的光之戰士           | 究極進化帝王メンシュハイト 脳魂宇宙人塞姆星人（エスラー）                         | 超人七號21 佐菲            | 武上純希        | 高野敏幸       | ―                       |
| 1995年          | 試播版 | パイロットフィルム 試播集                 | 脳魂宇宙人塞姆星人（パイロット版） 宇宙鉱石怪獣ドレンゲラン                       | 超人七號21                 | 高野宏一        | 高野宏一       | ―                       |

## 主題曲

### 形象歌曲（1995年）
『ウルトラマンネオス』
作詞：松井五郎 / 作曲：鈴木喜三郎 / 編曲：矢野立美 / 歌：前田達也
『ウルトラセブン21』
作詞：松井五郎 / 作曲：鈴木喜三郎 / 編曲：矢野立美 / 歌：前田達也

### 片頭曲
『ウルトラマンネオス TYPE 2001』
作詞：松井五郎 / 作曲：鈴木喜三郎 / 編曲：大門一也 / 歌：Project DMM

### 片尾曲
『IN YOUR HEART』
作詞：松井五郎 / 作曲・編曲：大門一也 / 歌：松本梨香 with Project DMM

### 挿入歌
『ウルトラセブン21 TYPE 2001』(第4話）
作詞：松井五郎 / 作曲：鈴木喜三郎 / 編曲：大門一也 / 歌：Project DMM

## 其他资料

### 中日合作之说
在当初九几年时圆谷打算向外合作，当时的作品正好就是雷歐斯，在企业计划书中也说过与中国的合作，但后来因多种原因其中一个原因就是版权纷争，后合作算作废雷歐斯以上数据全部作废，并且将大部分剧情送给迪迦。

### 台日合作
2017年5月23日，超人力霸王雷歐斯與台灣樂團五月天合作拍攝MV《少年他的奇幻漂流 (Life of Planet)》，這是超人力霸王首次與其他國家明星共同合作。作品中巴爾坦星人皆有客串出場。該部MV作品由田口清隆執導。日文歌詞版於2017年5月23日在圓谷製作株式會社官方YouTube頻道首播。

## 外部連結
- ウルトラマンネオス （页面存档备份，存于）